# Вуйциці (Лодзинське воєводство)
Вуйциці (пол. Wójcice) — село в Польщі, у гміні Блашки Серадзького повіту Лодзинського воєводства.
Населення — 446 осіб (2011).
У 1975-1998 роках село належало до Серадзького воєводства.

## Демографія
Демографічна структура станом на 31 березня 2011 року:
|          | Загалом | Допрацездатний вік | Працездатний вік | Постпрацездатний вік |
| -------- | ------- | ------------------ | ---------------- | -------------------- |
| Чоловіки | 218     | 43                 | 151              | 24                   |
| Жінки    | 228     | 44                 | 137              | 47                   |
| Разом    | 446     | 87                 | 288              | 71                   |